# Wicked Lester
I Wicked Lester sono stati un gruppo hard rock di New York formato nel 1970 con il nome di Rainbow. Della band facevano parte Gene Simmons e Paul Stanley, meglio noti per essere i membri storici nonché fondatori dei Kiss. Il gruppo infatti incarnerà quella che sarà poi in futuro la prima formazione dei Kiss, fondati nel 1973.

## Storia
La band fu fondata con il nome di Rainbow dal bassista Gene Klein (nome con il quale era all'epoca conosciuto Gene Simmons) e dal tastierista Brooke Ostrander. Nella formazione vi erano anche il batterista Tony Zarrella e due chitarristi: Stephen Coronel come chitarrista solista, e Stanley Eisen (vero nome di Paul Stanley) come chitarrista ritmico. Nel 1971 la band cambierà il proprio nome in Wicked Lester e nella primavera dello stesso anno incidono il loro primo album per la Epic Records (allora chiamata A&R), mai pubblicato (alcune tracce saranno in seguito pubblicate nella raccolta dei Kiss The Box Set del 2001, mentre altre saranno riprese e modificate successivamente da Simmons e da Stanley per essere incluse negli album dei Kiss). Gli elementi principali della loro musica furono rock and roll, folk rock, e pop rock. Alla fine del 1972 quasi tutta la formazione abbandonò la band lasciando soli Simmons e Stanley i quali rifondarono la formazione assumendo il batterista jazz Peter Criscuola (vero nome di Peter Criss), ed orientando lo stile musicale verso il rock and roll. Dopo aver fallito la sottoscrizione di un contratto con la Epic Records, nel 1973 fu assunto dopo diverse audizioni un chitarrista solista (trovato nella personalità di Ace Frehley), dando così vita ad un nuovo gruppo che si chiamerà Kiss.
Nel giugno del 1972 anche Jay Jay French, meglio noto per essere stato membro della band Heavy Hair Metal Twisted Sister fu invitato a suonare con loro, ma rifiutò.

## Componenti
- Gene Simmons - basso, voce
- Paul Stanley - chitarra ritmica, voce
- Tony Zarrella - batteria (1970-1972)
- Brooke Ostrander - tastiere, flauto (1970-1972)
- Stephen Coronel - chitarra solista (1971-1972)
- Ron Leejack - chitarra solista (1972)
- Peter Criss - batteria, voce (1973)